# 클래런스 구드슨
클라렌스 에드가 구드슨 4세(영어: Clarence Edgar Goodson IV, 1982년 5월 17일 ~ )는 미국의 축구 선수이다. 현재 새너제이 어스퀘이크스 소속으로 뛰고 있다.

## 축구인 경력

### 클럽 경력
메릴랜드 대학교를 졸업한 후 메이저 리그 사커 드래프트에 지원하여 FC 댈러스에 지명되었다. 댈러스에서의 첫 시즌엔 5경기 출전에 그쳤으나 2005 시즌부터 주전으로 도약하였다.
2007년 신생팀 새너제이 어스퀘이크스를 위한 신생팀 드래프트에서 새너제이의 지명을 받았으나 입단을 거부하고 2008년 노르웨이의 스타르트로 이적하였다. 2011년 덴마크의 빅 클럽 브뢴뷔로 이적하였다.
2013년 새너제이 어스퀘이크스에 입단하며 MLS로 복귀하였다.

### 대표팀 경력
2008년 미국 대표팀에 첫 발탁되었고 1월 19일 스웨덴을 상대로 A매치 데뷔전을 치렀다. 이후 꾸준히 대표팀에 소집되며 2009년 골드컵 명단에 포함되며 첫 메이저 대회 참가를 이루었다.
2010년 월드컵에 참가하였다.